# Stephen Ward
Stephen Robert Ward (Dublin, Írország, 1985. augusztus 20. –) ír labdarúgó, aki jelenleg a Stoke City-ben játszik. Hátvédként, szélsőként és csatárként is bevethető, leggyakrabban a védelem bal oldalán futballozik. Az ír válogatottal kijutott a 2012-es Eb-re.

## Pályafutása

### Kezdeti évek
Ward Írországban, a Home Farmban kezdett el futballozni, majd később a Portmanrock ificsapatához került. 2003 nyarán az ír élvonalban szereplő Bohemianshoz igazolt. 2003. augusztus 15-én, egy Skerries Town elleni kupameccsen debütált, és rögtön két gólt is szerzett. A klubnál töltött évei alatt több angol csapat figyelmét is felkeltette, végül a 2006-os szezon után távozott.

### Wolverhampton Wanderers
Sikeres próbajáték után a Wolverhampton Wanderers 2007 januárjában két és fél évre szóló szerződést adott Wardnak. Az átigazolási összeget nem hozták nyilvánosságra a felek, de egyes információk szerint a Bohemians körülbelül 100 ezer fontot kapott érte. Remekül kezdte angliai pályafutását, első hat meccsén háromszor is betalált, és 2007 februárjában a Championshipben őt választották a hónap legjobb játékosának. Először február 3-án, a Plymouth Arglye ellen volt eredményes. A 2006/07-es idény összes hátralévő mérkőzésén pályára lépett, így nagy szerepe volt abban, hogy csapata indulhatott a Premier League-be való feljutásért vívott rájátszásban. Végül kikaptak a West Bromwich Albion ellen, így maradtak a másodosztályban.
A következő szezon már kevesebb sikert tartogatott a számára. Matt Jarvis sérülése miatt új poszton, a középpálya bal oldalán kellett játszania, ráadásul később komoly térdsérülést szenvedett, ami miatt négy hónapig nem játszhatott. A Wolves nem sokkal maradt le a rájátszást érő helyekről. A 2008/09-es évadban állandósította a helyét a balhátvédként, miután az addigi balbekk, George Elokobi megsérült. Jó teljesítmény nyújtott, csapata pedig feljutott a Premier League-be.
Első élvonalbeli szezonjában hamar megsérült, és két hónapot ki kellett hagynia. 2009 decemberében léphetett újra pályára. Az idényben összesen 22 bajnokin játszott a csapatban, melynek sikerült elkerülnie a kiesést. A 2010/11-es szezonban balhátvédként, szélsőként és csatárként is játszott. 2010. december 29-én megszerezte első gólját a Premier League-ben, találata győzelmet ért a Liverpool ellen az Anfielden. Tagja volt annak a csapatnak is, mely az idény utolsó napján elkerülte a kiesést. 2011. december 5-én csapatkapitányként lépett pályára a Sunderland ellen.

## Válogatott
Ward 2011. május 4-én kapott először behívót az ír felnőtt válogatottba. Május 24-én, Észak-Írország ellen mutatkozott be. Az 5-0-s sikerből góllal vette ki a részét, ő szerezte a mérkőzés első találatát. Tétmeccsen először Szlovákia ellen lépett pályára, Európa-bajnoki selejtezőn. Az ír válogatott pótselejtezőn kivívta az Eb-szereplést, az Észtország elleni visszavágón ő is gólt szerzett, az írek összesítésben 5-1-re nyertek. Ward is bekerült a válogatott 2012-es Eb-re utazó keretébe.

## Fordítás
- Ez a szócikk részben vagy egészben  a   Stephen Ward (footballer) című angol Wikipédia-szócikk fordításán alapul.  Az eredeti cikk szerkesztőit annak laptörténete sorolja fel. Ez a jelzés csupán a megfogalmazás eredetét és a szerzői jogokat jelzi, nem szolgál a cikkben szereplő információk forrásmegjelöléseként.

## Külső hivatkozások
- Stephen Ward pályafutásának statisztikái a Soccerbase oldalon (angolul)

- Stephen Ward adatlapja a Wolverhampton Wanderers honlapján